# Dějiny Mezopotámie
Dějiny Mezopotámie zahrnují dějiny území známého jako Mezopotámie od starší doby kamenné po jeho dobytí muslimy v 7. století n. l. Území Mezopotámie je zhruba vymezeno povodím Eufratu a Tigridu. Dějiny tohoto území jsou nám známy díky archeologickým vykopávkám a od 4. tisíciletí př. n. l., po vynálezu písma, také díky postupně se zvyšujícímu množství historických zdrojů. Zatímco v paleolitu a raném neolitu byly osídlené pouze části horní Mezopotámie, v pozdním neolitu byla osídlena i dolní mezopotámská pánev. Od doby bronzové Mezopotámii vzniklo mnoho velkých civilizací, pročež je často přezdívána "kolébka civilizace." Vznik prvních měst v jižní Mezopotámii se datuje do chalkolitu (urucké období), od c. 5300 př. n. l. Regionální nezávislost Mezopotámie skončila v roce 539 př. n. l. jejím připojením k Perské říši.

## Datování
- Data před rokem 2350 př. n. l. jsou jen přibližná.
- Data mezi 2350 př. n. l. až 2100 př. n. l. jsou s přesností + / – 100 let
- Pro data mezi 2100 až 1500 př. n. l. existuje tzv. dlouhá, střední nebo krátká chronologie. Rozdíl mezi dlouhou a střední je zpravidla 56 let (směrem k dnešku), rozdíl mezi střední a krátkou zpravidla 64 let (směrem k dnešku). Dlouhá se již dnes nepoužívá, střední se tradičně používá v Česku a krátká je podle posledních výpočtů nejpravděpodobnější. Zde budeme používat střední s občasnou poznámkou "k ..." což znamená "krátká chronologie".
- Data mezi 1500 př. n. l. až 1000 př. n. l. jsou s přesností přinejhorším + / – 10 let
- Data po roce 1000 př. n. l. jsou s přesností přinejhorším + / – 1 nebo 2 roky

## Mapa
Území vyznačená na mapě:

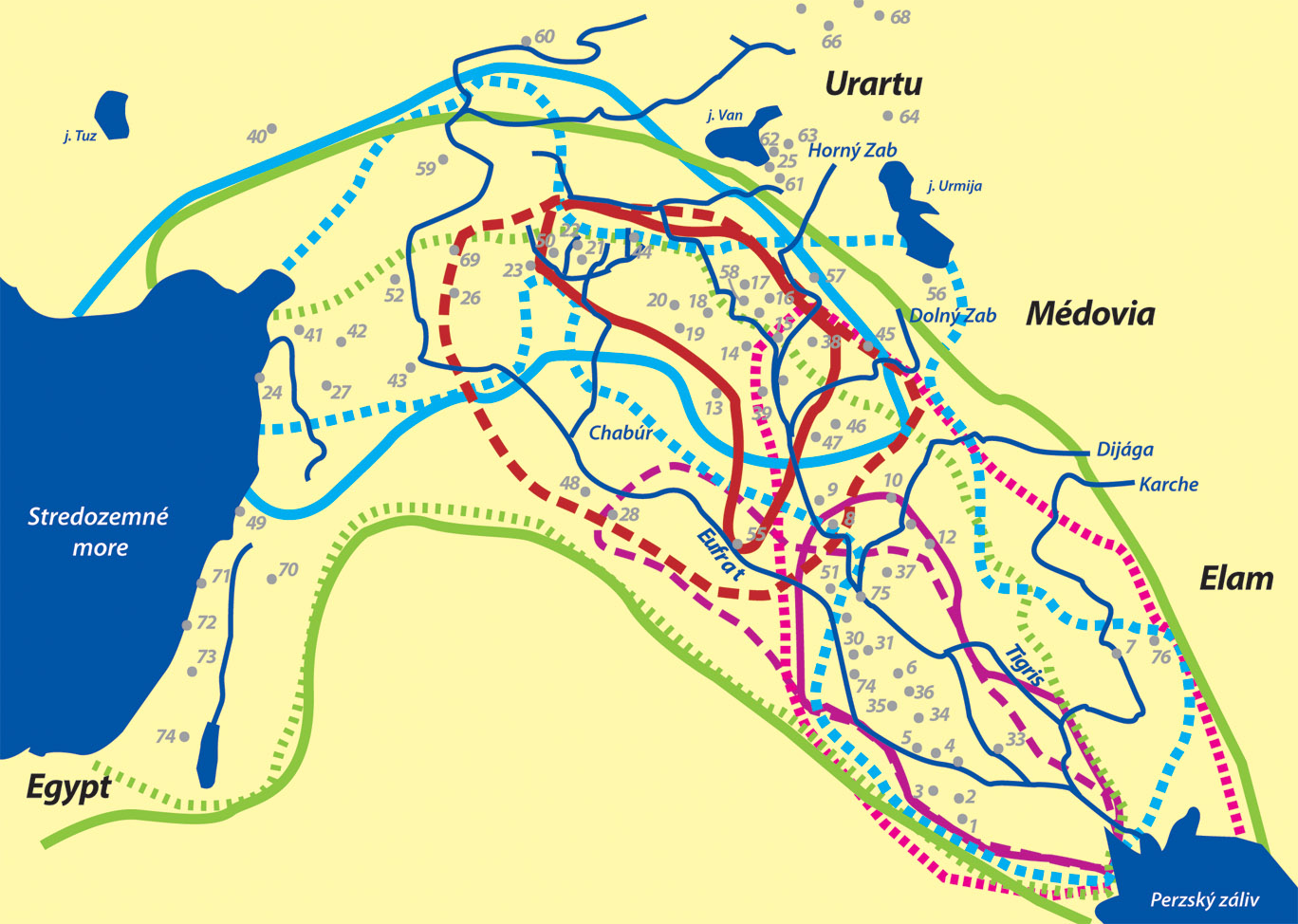
Velké útvary v oblasti Mezopotámie a blízkého okolí od doby Obejdské kultury (5000 př. n. l.) po dobu novobabylonské říše (6. stol. př. n. l.)

- Modrá přerušovaná: Obeidská kultura (podobný rozsah měla Halafská kultura, ale bez území jižně od Umm Dabagíja a jižně od Čóga Mami)
- Fialová tečkovaná: III. urská dynastie
- Oranžová přerušovaná: Staroasyrská říše za Šamši-Adada I.
- Fialová přerušovaná: Starobabylonská říše za Chammurapiho (1750)
- Modrá plná: Mitanni
- Fialová plná: Středobabylonská říše
- Oranžová plná: Středoasyrská říše za Tiglatpilesara I.
- Zelená: Novoasyrská říše za Asarhaddona a Aššurbanipala (plná čára), za Sargona II. (Plná čára kromě území vyznačených přerušovanou čarou)
- Zelená tečkovaná: Novobabylonská říše

Sídla vyznačená na mapě (podle abecedy):
| 41 Alalach 60 Altintepe 65 Argištichinili (severní okraj mapy) 46 Arrapcha 39 Aššur 30 Babylón 75 Bagdád 74 Borsippa 49 Byblos 61 Čavuštepe 12 Čóga Mami 76 Čóga Miš 70 Damašek 51 Dúr Kurilgazu 58 Dúr Šarrukín 27 Ebla 43 Emar 38 Erbil 68 Erbuni 1 Eridu 37 Ešnunna 42 Halab 56 Hasanlu 55 Hít 69 Charrán 35 Isin 19 Jarim Tepe | 74 Jeruzalém 40 Kaneš 53 Kalchu 52 Karchemiš 54 Kár Tukultí-Ninurta 18 Kermez Dere 31 Kiš 33 Lagaš 32 Larsa 28 Mari 59 Melitea 66 Menuachinili 57 Musasir 15 Ninive 47 Nuzi 36 Puzriš Dagan 63 Rusachinili 64 Rusai URU.TUR 9 Samarra 73 Samaria 71 Sidón 29 Sippar 7 Súsy 22 Šagar Bazar 45 Šemšara 44 Šubat Enlil 67 Teišebai Patari (severní okraj mapy) | 11 Tell Abada 21 Tell Brak 3 Tell al-Ubajd 4 Tell al-Avajlí 16 Tell Arpačíja 8 Tell as-Sauván 23 Tell Halaf 14 Tell Hassúna 10 Tell Madhúr 20 Tell Magzalíja 26 Tell Sabi Abjad 17 Tepe Gaura 48 Terka 25 Tilki Tepe 62 Tušpa 72 Tyros 24 Ugarit 34 Umma 13 Umm Dabagíja 2 Ur 5 Uruk 50 Vaššukkani |

## Pravěk

### Paleolit (do 10 000 př. n. l.)
Nejstarší stopy osídlení jsou ze starého paleolitu (staré starší doby kamenné), přesněji z mladého acheuléenu (1,5 mil. – 200 000 př. n. l.), z nalezišť v pohoří Zagros v irácko-íránské oblasti (naleziště Barda Balka a Kermánšáh).
Bohatší jsou nálezy ze stejné oblasti ze středního paleolitu, přesněji nelevalloisienského mousteriénu. Jde zejména o nálezy neandrtálců z let 50 000 – 40 000 př. n. l. v jeskyních Šanídár, Hazer Merd a Tamtana.
V mladém paleolitu (40 000 – 10 000 př. n. l.) se (opět) v pohoří Zagros, ale i na jižním Kavkazu, objevuje kultura s čepelovou industrií, pojmenovaná baradostien podle horského masivu, ve kterém leží Šanídár. Rozlišujeme dvě fáze baradostienu: starší (38 000 – 30 000 př. n. l.) a mladší (30 000 – 20 000 př. n. l.). Baradostien byl ekvivalentem blízkovýchodní kultury émiréen. Následoval časový hiát (20 000 – 11 000 př. n. l.), možná způsobený posledním zaledněním v Zagrosu, a pak (opět) v pohoří Zagros, ale také v širokém pásu až k jižnímu Kavkazu, kultura zarzien (11 000 – 8000 př. n. l.). Šlo o kulturu s mikrolitickou čepelovou industrií a možná pocházela někde z okolí Kavkazu. Tato kultura je již často považována za mezolitickou.

### Mezolit (10 000 – 8000 př. n. l.)
Bohatší archeologické nálezy jsou až z mezolitu (střední doby kamenné).
V mezolitu v Mezopotámii vzniklo zemědělství a lidé si budovali první stálá sídla, a to v severní Mezopotámii (dnešním Kurdistánu). Nálezy jsou z jeskyní (Šanídár B1) i otevřených sídlišť – v povodí Velkého Zabu (Záví Čemi, 10 000 př. n. l.) a v oblasti dnešního Mosulu (např. M'lafaat, Karím Sahir 9000–8000 př. n. l.) – z nichž byl přinejmenším M'lafaat stálým sídlem. Ve spodní vrstvě v Záví Čemi byla objevena domestikovaná ovce (kolem 9000 př. n. l.). Obchod v těchto oblastech směřoval ke zdrojům obsidiánu v okolí jezera Van a ze zemí vzdálených asi 100 km na jih se dovážel bitumen používaný k upevňování kombinovaných nástrojů.

### Neolit (8000–5000 př. n. l.)

#### Sever
V neolitu (mladší době kamenné) vznikla jako první tzv. Džarmská kultura (přibližně 8. a 7. tisíciletí, jiné prameny: 6750–6500 př. n. l.) S hlavním nalezištěm ve městě Kal'at Džarmo u nejsevernější části řeky Dijála v severovýchodním Iráku. Jde o poslední akeramickou kulturu. Není zde diskontinuita mezi akeramickou a pozdější keramickou fází.
Hlavním zdrojem obživy bylo zemědělství, chovali kozy a psy, loveni byli divočáci, ovce, tuři, ryby a další. Obyvatelé také sbírali hlemýždě, žaludy a pistácie. Potraviny byly ukládány v kamenných mísách a vypálených prohlubních v zemi. Domy sestávaly z několika malých místností, byly z proutí a omítnuté hlínou, později měly kamenné podezdívky a krby. Tuto kulturu nakonec překryla Chassunská kultura, některé sídliště džarmské kultury (např. Tell Šemšára) zůstaly však akeramickými až do nástupu pozdní chassunské, případně samarrské kultury.
Podobný vývoj se odehrál západněji, tzn. na pláních severního Iráku (Asýrie). Akeramické kultury jsou doloženy v Sindžáru a v okolí Tell Afaru a není zde diskontinuita s pozdějšími keramickými fázemi.
Významnou kulturou na severu byla Ummdabagíjská kultura (podle osady Umm Dabagíja) kolem roku (snad před rokem) 6000 př. n. l. (Jiné prameny 6000–5500 př. n. l.), kterou pak překryla Chassunská kultura (viz dole). V této kultuře se zemědělství opět velmi nevěnovali (dovoz většiny obilí), ale lovili onagery a gazely, zpracovávali kůže a obchodovali s nimi. Druhou osadou této kultury bylo Tell Sotto u Tell Afaru, které mezi ummdabagíjskou a pozdější chassunskou vrstvou obsahuje vrstvu neidentifikované kultury.
Dále existovala v letech 6500–5500 př. n. l. (jiné prameny 5800–5500/5000–4400 př. n. l.) v Asýrii chassunská kultura (a v Sýrii současně kultura Amuk). Významná sídliště chassunské kultury byla Tell Hassúna, Jarim Tepe, Kal'at Džarmo, Ninive a Umm Dagabíja. Nacházela se přibližně mezi řekami Chábur a Horní Záb. Šlo o první keramickou kulturu v Mezopotámii (užitková keramika i jemná zdobená). Její původ je nejasný, snad původně pochází z okolí Mardinu a Diyarbakıru. Tato kultura převzala ze severozápadního Íránu zemědělství, pluh, slaměná obydlí i dřevěná obydlí s hliněnými základy.
V letech 6000–5000 př. n. l. (jiné prameny 5600–5000/4400–3700 př. n. l.) existovala v Asýrii Samarrská kultura. Nacházela se přibližně na území Chassunské kultury plus na území jižně až po Samarru. Významná naleziště jsou Samarra, Tell as-Sauván, Čóga Mami a Tell Abada. Poprvé zde máme nálezy zavlažovacích kanálů (Čóga Mami u Bagdádu), které umožnily, aby sídla (od roku 5000 př. n. l.) vznikala i v jižnějších částech Mezopotámie. Původ je nejasný, někteří se domnívají, že pochází z Íránu, každopádně nevznikla z chassunské kultury. Objevují se už stavby mající tři místnosti a charakteristická keramika. Samarrské nádoby mají pozoruhodnou výtvarnou a technickou úroveň a rozmanité tvary. Náboženství bylo odlišné od náboženství halafské kultury.
V letech 5500–4000 př. n. l. (Jiné prameny 5500–4500/4400–3700 př. n. l.) existovala v severní Mezopotámii Chaláfská kultura. Táhla se v širokém pásu od řeky Karche (Írán) přes Bagdád až ke Středozemnímu moři v Sýrii a dnešním jihovýchodním Turecku. Centrem byla severní Mezopotámie a severovýchodní Sýrie. Významná naleziště jsou Tell Halaf, Tell Hassúna, Tell Brak, Šagar Bazar, Jarim Kepe, Tell Arpačíja, Tepe Guara a Ninive. Jejím původcem je zřejmě nějaký lid, který přišel ze severu. Hliněné základy obydlí i (malých) svatyň byly již z drceného kamene. Uctívali bohyni-matku (podobnou pozdější Ištar) a boha-buvola (pravděpodobně boha Měsíce). Kultura je známá zejména pěknými nádobami s barevnou malovanou výzdobou s geometrickými, rostlinnými i figurálními motivy. Byla to první kultura v Mezopotámii, která používala kovy (měď a olovo).
Předchozí čtyři kultury se částečně překrývaly (časově i geograficky). Z vývojového hlediska je však rozdíl v tom, že samarrská kultura chassúnskou kulturu vystřídala, zatímco chaláfská kultura ze samarrské vznikala postupně a zčásti souběžně. Pro další vývoj byla zřejmě nejdůležitější samarrská kultura.

#### Jih
Přestože se většina laiků domnívá, že první sídla vznikla v Sumeru, není tomu tak. První lidská sídliště v jižní Mezopotámii se na rozdíl od severu objevila pravděpodobně až v druhé polovině 6. tisíciletí př. n. l., určitě však až kolem roku 5000 př. n. l., a to pravděpodobně nejdříve v Eridu (Eridu bylo podle sumerské tradice nejstarším městem na světě).
Kolem roku 5000–4500 př. n. l. (Jiné prameny 4200–3800 př. n. l.) existovala v jižní Mezopotámii kultura Eridu-Hádždží Muhammad, která se často považuje za první fázi obeidské kultury. Naleziště jsou Eridu, Hádždží Muhammad, Ur, Tell al-Ubajd (Obejd), Nippur a Rás el-Amjá. Hojně se již používaly kanály. Sídliště jsou stále vesnicemi. V Eridu vznikl první chrám na terase (prototyp budoucích zikkuratů).

### Chalkolit (5000–3500 př. n. l.)
V období chalkolitu (doby měděné) se již častěji objevují i ozdoby a přístroje z mědi a vzácně i z vzácných kovů. Centrum vývoje se definitivně přesouvá do jižní Mezopotámie. Tvoří se základní rysy budoucí mezopotámské civilizace. Vznikají zárodky budoucích měst a složitější formy ekonomické a společenské organizace.
Prehistorické období v Mezopotámii (6500–3800 př. n. l.) je jako celek nazýváno Obeidská kultura (podle naleziště Tell al-Ubajd, též Obeid, el-Obejd, Ubaid),  které leží poblíž zřícenin sumerských měst Uru a Eridu. Rozšířila se z jižní Mezopotámie na území předchozí chaláfské kultury, zahrnovala tedy území od Sýrie až po Perský záliv. Nejvýznamnější naleziště jsou Eridu a Tell Avajlí, dalšími jsou Ur, Uruk, Hádždží Muhammad, Girsu, Nippur, Čóga Mami, Tell Madhúr, Tell Arpačíja, Tepe Guara, Tell Brak, Sagar Bazar a samozřejmě Tell Ubajd (Obejd). Vznikaly už velké veřejné stavby (chrámy) a formovala se první města. Kultura na konci zaznamenala jistý úpadek. Obeidská kultura v severních oblastech byla trochu odlišná od jihu – častěji se používají kovy (pro blízkost Arménie bohaté na kovy), malby mají jiné a bohatší motivy, svatyně vypadají trochu jinak a i domy jsou jiné (kulaté stavby rozdělené na větší počet místností).

## Starověk

### Počátek starověku – vznik mezopotámské civilizace (3500–3000 př. n. l.)

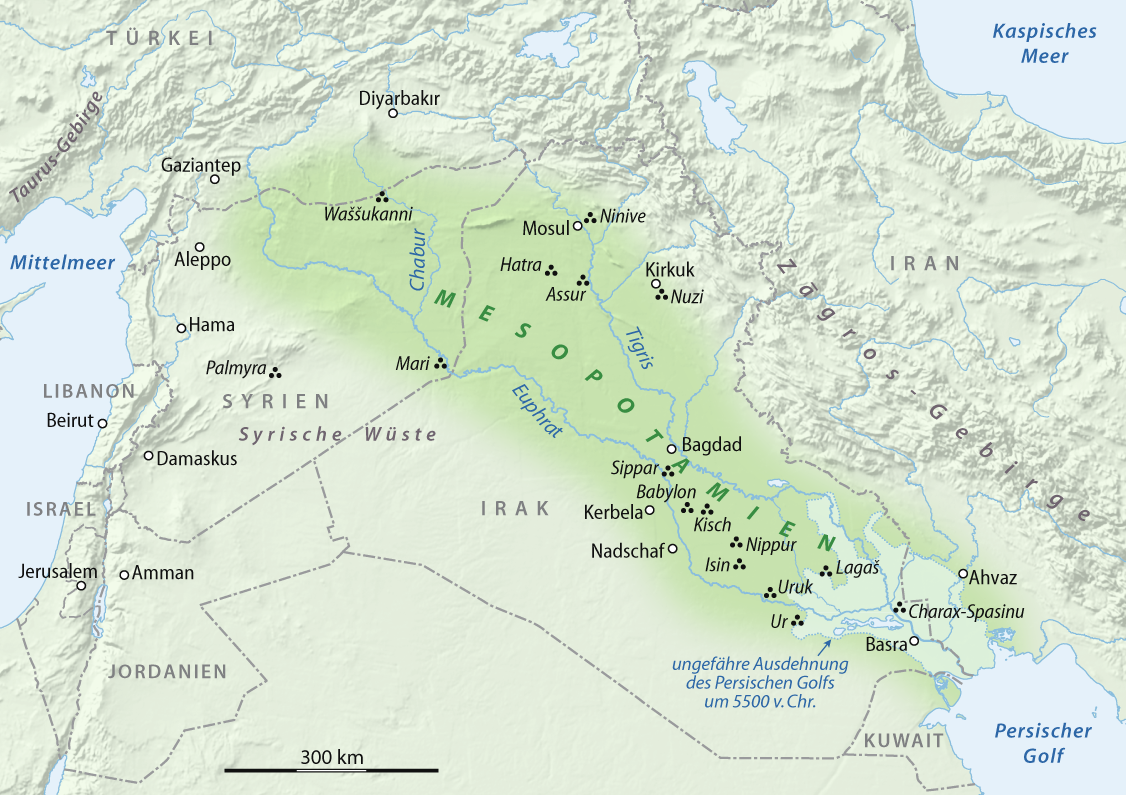
Mapa Mezopotámie s nejdůležitějšími městy a s hladinou moře kolem roku 5500 př. n. l. – Perský záliv sahal mnohem dále než dnes a některá města, nacházející se dnes hluboko ve vnitrozemí, ležela tehdy na břehu moře.

#### Sumerové a Semité
Po roce 3800 př. n. l. (tj. v polovině 4. tisíciletí př. n. l.) stouplo moře, které způsobilo potopy v nížinách, což je možná zdrojem (i biblických) pověstí o potopě světa. Zároveň se však staly průchozími pouště, což umožnilo migrace obyvatelstva.
Podle většinového názoru Sumerové (Sumerové), první mezopotámské etnikum známé podle jména, přišlo do jižní Mezopotámie z východu nejpozději v době po vzniku (tj. 3500 resp. 3300 př. n. l.) nebo v době před vrcholem (tj. před 3300 resp. 3100 př. n. l.) urucké kultury, tj. byli nositeli (vrcholu) této kultury. Je možné, že přišli už během obeidské kultury, a že byli jejími nositeli. Sumerové pravděpodobně nebyli původními obyvateli tohoto území, existují ale i opačné názory. Podle jazykovědců přišli Sumerové z Indie. Podle jiných názorů Sumerové přišli do Mezopotámie až kolem roku 2600 př. n. l., Takže nálezy ze staršího období je třeba připsat nějakému neznámému jinému národu.
Sumersky se v Mezopotámii aktivně hovořilo až přibližně do roku 2000 př. n. l. Podle obrázků se dělili na skupinu s dlouhými lebkami a skupinu s krátkými lebkami (armenoidní typ).
Kromě Sumerů do oblasti přišli i Semité (pozdější Akkaďané). Přišli ze severozápadní Afriky jako kočovníci do severozápadní Mezopotámie – později i do centrální Mezopotámie – nejpozději na začátku raně dynastického období (viz níže), ale předpokládá se, že přišli těsně po nebo před Sumery.

#### Urucká kultura, vznik písma (3500–3200 př. n. l.)
V letech 3500 – 3200 př. n. l. (jiné prameny 3300 – 3000 př. n. l.) prakticky v celé Mezopotámii existovala urucká kultura (= kultura Uruk-Gaura), která navázala na výsledky Obejdské kultury. Významná naleziště jsou Uruk, Eridu, Ur, Nippur, Tepe Gaura, Habúba Kabíra a Džebel Arúda. Počáteční fáze je slabě dokumentována. Sídla na severu se často vyčleňují jako paralelní gaurská kultura (podle Tepe Gaura). Ve svém závěru sahala Urucká kultura až do Sýrie. Vliv měla i v jihozápadním Íránu (území později nazývané Elam). Keramiku uruckého typu (která je zpravidla jednobarevná – červená nebo šedá) nacházíme v jižní Mezopotámii i dále na severozápadě. Gaurská kultura se zas vyznačuje zvláštními svatyněmi a bohatým uměním řezby pečetidel (pečetidla používaly již neolitické kultury). Stěny chrámů ze sušených cihel zvenku zdobily mozaiky z barevných kolíků z vypálené hlíny nebo z vápence (Uruk); na jiných místech zase chrámové stěny zdobily nástěnné malby s figurálními náměty (Tell Ukajr).
Po roce 3300 (jiné prameny 3100) př. n. l. urucká kultura dosáhla svého vrcholu (vznik první tzv. vyspělé kultury). V Uruku se tehdy objevily monumentální trojlodní 80metrové svatyně (na terase z cihel) s pestrými mozaikami. Namísto dosavadních razítkových pečetidel se objevila válcovitá pečetidla (pečetní válečky; začaly se současně používat i v sousedním Elamu), které zůstaly typickými pro Mezopotámii až do jejího zániku. Otiskovaly se do hlíny. Země sestávala z několika městských center obklopených závislými sídly. Veškerá půda byla vlastnictvím chrámu (svatyně), který byl náboženským i světským centrem města a byl asi zasvěcen místnímu božstvu. Chrámoví ekonomičtí úředníci pozdně-uruckého období jsou i autory nejstaršího písma na Zemi, které pak od Sumerů pravděpodobně převzali Indové a Egypťané. Nejstarší hliněné tabulky s písemnými záznamy pocházejí z Uruku (vrstva Uruk IV). Před rokem 3000 př. n. l. se písmo používalo jen pro seznamy a účetní záznamy, psalo se na hliněné tabulky. Grafémy tohoto obrázkového písma se již v džemdetnasrském období, ale zejména v raně dynastické období stávaly abstraktními a měnily svůj vzhled na charakteristické "klíny". Tak vzniklo tzv. klínové písmo, které se dlouho používalo v celé Přední Asii. Paralelně vzniklo kolem roku 3000 př. n. l. v západním Íránu podle vzoru uruckého písma odlišné písmo – protoelamské písmo. Vznikají skutečná města, formuje se vládnoucí vrstva, nastal technologický pokrok ve všech oblastech, rozšiřuje se používání kovů, začíná výroba bronzu a jiných slitin. V Uruku rozlišovali čtyři "stupně" světa: rostliny, živočichové, člověk a nejvyšší svět bohů. Lidé žili ve vícegeneračních domácnostech a obydlích.

#### Džemdetnasrská kultura (3200 až 3000 př. n. l.)
V letech 3200 až 3000 př. n. l. (jiné prameny 2950 – 2750 př. n. l.) Existovala v Mezopotámii džemdetnasrská kultura, která se často považuje za pozdní fázi urucké kultury (souhrnně pak urucko-džemdetnasrská kultura). Významná naleziště jsou Uruk, Džemdet Nasr (u Kiše), Tutub a Ešnunna. Vznikla pravděpodobně v důsledku nových migrací, které způsobily zničení velkých chrámů v Uruku. Centrem zůstávají sumerské městské státy. Na severu došlo pravděpodobně ke vzniku nějaké říše. Keramika je opět vícebarevná, výzdoba stěn svatyň je jiná než předtím. Byly převzaty podstatné prvky urucké kultury. Chrámy byly rozsáhlé, poprvé na vyvýšené terase. Rozvíjel se typ se středovou halou a bočními menšími prostory (Bílý chrám v Uruku). Hliněné tabulky se objevily v Džemdet Nasru a Tell Ukvajru. Počet znaků je již vyšší, což se někdy zdůvodňuje vyšším počtem lidí ovládajících písmo. Úspěšně se rozvíjelo řemeslo.
Sumerské písmo se již používá i pro jazyk Semitů v centrální Mezopotámii, které už lze nazvat Akkaďany (ačkoli toto jméno dostali až později). Akkaďané se mění z kočovných pastýřů na rolníky a měšťany a zčásti přebírají slova, kulturu a řemesla Sumerů.

### Ranědynastické období (3000–2340 př. n. l.)
V letech 3000 až 2340 př. n. l. (jiné prameny 2750 až 2350 př. n. l.) Následovalo v Mezopotámii tzv. raně dynastické období. Nejvýznamnější naleziště jsou Kiš, Ešnunna, Tutub, Ur, Uruk, Šuruppak, Tell Adžrab, Lagaš, Girsu, Umma, Abú Salábích a Nippur. Období asi začalo vpády z oblasti dnešního Íránu, které způsobily několik změn.
V tomto období se v Mezopotámii formují městské státy. V jejich čele stály dědičné vladařské dynastie. Centrum tvořily sumerské městské státy, ale období se týká i městských států v sousedních oblastech, např. v Sýrii (Ebla, Mari) a v jihozápadním Íránu (Súsy). V samotné Mezopotámii existovalo asi 30 různé spolupracujících i válčících městských států. K etnickému složení viz Džemdetnasrská kultura. Na popis dějin jsou již k dispozici četné písemné prameny (městské archivy hliněných tabulek, stavební nápisy) z různých oblastí života (i slovníky a smlouvy). Důležitým pramenem je Sumerský královský seznam napsaný asi až kolem 2000 př. n. l., který popisuje dynastie panující v různých městech od nejstarších dob (první panovníky vládnoucí před potopou však historici ignorují, protože podle seznamu vládli a žili i několik set let).
V sociální oblasti se někdy v tomto období oddělila světská moc (dědičný vládce / král "lugal" v paláci) od dříve jediné náboženské moci (nejvyšší správce / velekněz "en (si)" v chrámu / svatyni). Monumentální svatyně se zmenšily, ale objevily se první velké (světské) paláce (v Kiši kolem 2700 př. n. l.). Každé město mělo svého vlastního nejvyššího boha. Kromě toho se (asi už i před raně dynastickým obdobím) rozlišovaly dva druhy tzv. "domácností": soukromé domácnosti a institucionální domácnosti. Soukromé domácnosti byly vícegenerační příbuzenské rodiny bydlící a pracující v jednom domě. Měly 20 až 30 členů a sdružovaly se do rodů, které kolektivně vlastnily (a případně prodávaly) půdu. Institucionální domácnosti byly "chrámové domácnosti" složené z nejvyššího správce a jemu podřízených zaměstnanců, rodiny, vojáků, kultovních osob apod. a "palácové domácnosti", složené z vládce a jemu podřízených obdobných osob. Zaměstnanci byli asi odměňováni v naturáliích. Institucionální domácnosti část půdy, kterou vlastnily, dávaly jako odměnu zaměstnanci a část také pronajímaly třetím osobám.
První fáze raně dynastického období (3000–2600 př. n. l.) je známá pouze nedostatečně, neboť písemné prameny jsou vzácné. Druhá (2600–2340 př. n. l.) je naopak zdokumentována dobře. Nejdůležitějšími městy v první fázi byly Kiš a Uruk. Ve městě Uruku vládl někdy na počátku tohoto období Gilgameš (možná 2800 př. n. l.), který je i údajným stavitelem nalezených velkých hliněných hradeb kolem Uruku. Ve městě Kiš vládl někdy v tomto období "král Kiše" Mebaragesi, první vládce potvrzený soudobými nápisy (podle sumerského královského seznamu vládl 900 let). Prestižní titul "král Kiše" nosili i vládci jiných míst. Nástupce a syn Mebaragesiho byl Akka, který bojoval s Gilgamešem. Kolem roku 2600 př. n. l. v Kiši vládl Mesalim, který poprvé prokazatelně přechodně ovládal / sdružil několik městských států.
Nejdůležitějším městem druhé fáze byl bohatý Ur s důležitým přístavem, dále město Šuruppak (dnes Fára), tehdy jedno z největších měst (100 ha, 15 000 – 30 000 obyvatel) s důležitým archivem a město Lagaš rovněž s důležitým archivem. Ve městě Ur založil Mesanepada kolem roku 2500 př. n. l. tzv. 1. urskou dynastii, která zbohatla díky intenzivnímu obchodu. Známé jsou královské hroby se zlatými, stříbrnými apod. bohatými předměty z tohoto města. Město Lagaš bojovalo (asi od 2600 př. n. l.) několik generací se sousedním městem Umma o pohraniční oblasti. Lagašský král Eanatum (kolem 2470 př. n. l.) z tzv. 1. lagašské dynastie (asi 2500 – 2340 př. n. l.) přechodně ovládl větší území (v Mezopotámii, Mari i v Elamu), také přijal titul "král Kiše" a nadále bojoval s Ummou. Boje s Ummou ukončil až král Uruku a Ummy Lugalzagezi (2355 – 2340 př. n. l.), když dobyl a zpustošil Lagaš. Učinil tak v době kdy tam vládl Uru-ini-gina (Urukagina), poslední člen 1. lagašskej dynastie, který prý provedl rozsáhlé sociální reformy (boj proti korupci a honbě za penězi kněží). Lugalzagezi později dobyl rozsáhlé území, pronikl až ke Středozemnímu moři a byl na nejlepší cestě vytvořit v jižní Mezopotámii první jednotný stát, v čemž mu však zabránil Sargon Akkadský.

### Akkadské období (2340–2159 př. n. l.)
V letech 2340 až 2159 př. n. l. (jiné prameny 2330 až 2150 př. n. l.) následovalo v Mezopotámii akkadské období. Nejvýznamnější naleziště jsou Adab, Ešnunna, Tutub, Sippar, Gasur (Nuzi) a Tell Brak.
Období začíná roku 2340 př. n. l., kdy Sargon I. (Šarru-kín I.), král Kiše, porazil ummského (sumerského) krále Lugalzageziho, čímž ovládl prakticky celý Sumer. Sargon byl původně hlavní komorník krále Kiše jménem Ur-Zababa, ale pak ho svrhl, porazil Lugalzageziho a hlavním městem svého Akkadského (čili semitského) státu udělal město Akkad, jehož poloha dnes není známa (někde u Sippar a Kiše). Sargon vytvořil první říši v dějinách. Podle (nesoudobých) literárních textů Sargon následně dobyl rozsáhlé území od Středozemního moře až po Perský záliv. Není jisté, zda natrvalo ovládl, ale každopádně bojoval, i s těmito územími: Ebla (velmi významné syrské město), Kypr, Kréta, Magan (asi Omán), Dilmun (asi ostrovy Bahrajn a Failaka) a střední Anatolie.
Sargonův syn a nástupce Rimuš (2283–2275 př. n. l.) musel neustále potlačovat vzpoury v říši, zejména v Sumeru, neboť města chtěla obnovit svou nezávislost. Jeho nástupce a bratr Maništušu (2274–2260 př. n. l.) měl stejné problémy. Významný vládce byl Narám-Sín (2259–2223 př. n. l.), který opět zkonsolidoval královskou moc v říši a vedl i boje v Íránu, Elamu a Sýrii. Poprvé do určité míry ovládl i severní Mezopotámii, poprvé se u něj setkáváme s kultem žijícího panovníka (nechal se uctívat jako bůh). Narám-Sín podporoval umění.
Počínaje vládou Šar-kali-šarrího (2222–2198 př. n. l.) začíná období úpadku a písemných zpráv je velký nedostatek. Vedly se jednak vnitřní boje a jednak boje proti pronikajícím Gutejcům a Lullubejcům z východu, semitským Emorejcům ze západu a Churritům ze severu (horní tok Chábúru apod.). Od Akkadského státu se postupně opět odtrhly sumerské městské státy, které začaly mezi sebou bojovat. Akkadský stát definitivně zanikl roku 2159 př. n. l., kdy Gutejci pustošivým vpádem zničili Akkad.
V tomto období dějin vznikaly nápisy v akkadštině. V důsledku převzetí klínového písma pro akkadštinu se celý systém písma stal značně komplikovaným, mnoho znaků bylo víceznačných. Zapisovaly se 4 samohlásky. V oblasti výtvarného umění došlo k uvolnění stylu ve srovnání s abstraktním sumerským uměním. Významnou roli ve státě hrály instituce (královský palác a chrámy jednotlivých božstev), existoval ale i soukromý sektor. V ekonomice zřejmě došlo ke koncentraci pozemkového majetku v rukou panovníků, kteří je prokazatelně ve velkém jednak skupovali od rodových skupin a jednak vyvlastňovali v dobytých oblastech.

### Gutejci a lagašský stát (2159–2109 př. n. l.)
Roku 2159 př. n. l. Gutejci ovládli Akkadskou říši, avšak na jihu se znovu "aktivovalo" několik sumerských městských států, především Lagaš a pak Ur (tzv. sumerská renesance).

#### Gutejci (2159–2116 př. n. l. / k 2159–2068)
O Gutejcích z Íránu se ví málo. Jejich etnicita je neznámá. Jejich hlavní město bylo asi u města Adab. Gutejcům se nepodařilo vytvořit centralizovaný stát, takže Mezopotámie byla více či méně opět rozdrobena na městské státy pod různým vlivem Gutejců. Sumerský královský seznam uvádí, že Gutejci panovali v Mezopotámii asi 100 let (čili už i částečně před rokem 2159 př. n. l.).
Vládce městského státu Uruk Utu-chengal (2116–2110 př. n. l.) (předchozí vládci Uruku jsou neznámí) roku 2116 př. n. l. (k2068 př. n. l.) porazil gutejského náčelníka Tirikana, čímž definitivně vyhnal Gutejce ze Sumeru. Utu-chengal nato rychle ovládl několik míst v Sumeru, které pak spravovali jeho místodržící.

#### II. lagašská dynastie (2164–2109 př. n. l. / k do 2061)

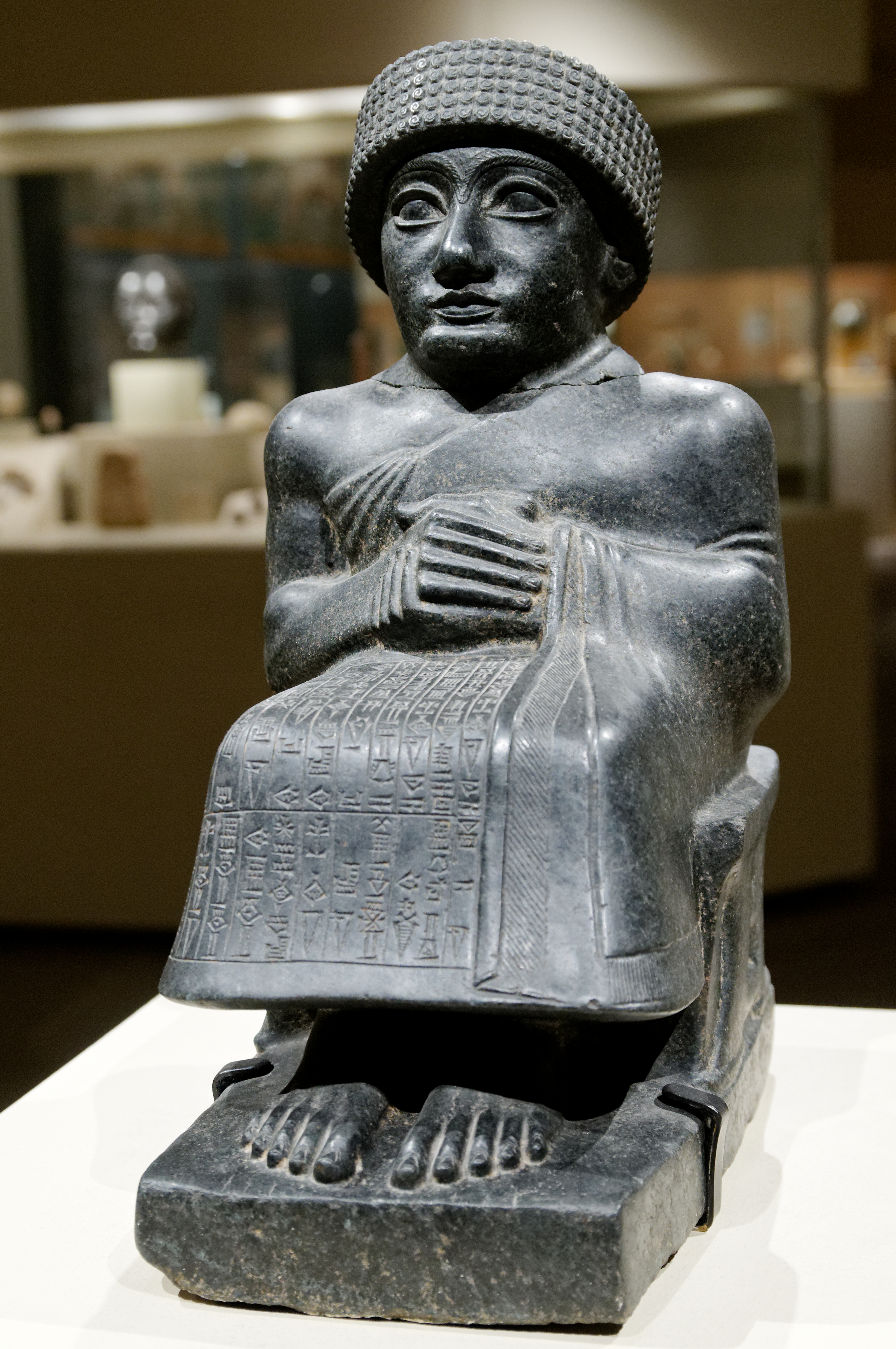
Dioritová soška krále Gudey

Nejvíce dokladů z tohoto období máme o městském státě II. dynastie z Lagaše, která vládla ve městech Lagaš a Girsu. Hlavním městem bylo Girsu.
Přestože byl stát rozlohou velmi malý, jeho vliv (nejpozději) od dob Ur-baby (2164 – 2144 př. n. l.), zakladatele dynastie, sahal mnohem dál. Na jistou dobu ke státu patřila i vzdálená sumerská města (Ur, Nippur, Adab, Uruk a Bad-tibira). Lagašský stát zaznamenával ekonomický a kulturní rozkvět. Hlavními božstvy státu byly Ningirsu, bohyně Baba a Gatumdug. Nejdůležitějším panovníkem byl Gudea (2144–2124 př. n. l. / k kolem 2060 př. n. l.), jeden z nejznámějších mezopotámských vladařů vůbec. Za jeho vlády například patřilo k lagašskému státu i Eridu. Proslavil se stavbami velkých chrámů, vojenskými úspěchy, podporou umění a literatury. Zachovalo se mnoho jeho soch z dioritu, jehož zobrazují jako zbožného modlícího se. Velmi významný je jeho hymnus při příležitosti stavby chrámu zvaného Eninnu, zapsaný na dvou hliněných válcích.
Za Gudeových nástupců už moc lagašského státu opět slábla, pravděpodobně v důsledku rostoucího vlivu Uruku. Roku 2109 př. n. l. (k2061 př. n. l.) posledního vládce z této dynastie jménem Nammachani (2113–2109 př. n. l.) porazil a zabil vládce města Ur Ur-Nammu, zakladatel tzv. III. urské dynastie, který byl původně místodržitelem jeho bratra Utu-chengala z Uruku, ale později se od něj odtrhl. Lagašský stát byl připojen k Uru.

### Období III. urské dynastie (Ur III) (2111–2003 př. n. l. / k 2064–1955 př. n. l.)
Jedním z místodržících sumerského Utu-chengala z Uruku byl jeho bratr Ur-Nammu, kterému byl přidělen Ur, hlavní centrum měsíčního boha Nanny. Roku 2111 př. n. l. (K2064) se Ur-Nammu (2111–2094/k2064–2046 př. n. l.) od svého bratra odtrhl a založil tak tzv. III. urskou dynastii (Ur III) ve městě Ur. Krátce nato dobyl Lagaš (2109), Uruk a jiná města v Babylónii. Za jeho vlády vznikly (např. v Uru) první klasické stupňovité pyramidy (zikkuraty), tvořené svatyní stojící na třech stupňovitých terasách s pravoúhlým půdorysem. Ur-Nammu zavedl titul "král Sumeru a Akkadu", což svědčí o tom, že se ještě rozlišoval semitský sever (Akkad) a převážně sumerský jih (Sumer).
Ur-Nammův syn Šulgi (2093–2046 př. n. l. / k 2046–1998) ovládl celé území od Perského zálivu po Ninive včetně Elamu. Po zhruba 100 letech tak znovu obnovil centrální moc. Uskutečnil také mnoho různých reforem k upevnění centralizované moci. On (nebo jeho otec) dal sepsat sbírku právních předpisů, provedl daňovou reformu (vznikla centrální shromaždiště odvedených naturálií, které se pak znovu redistribuovaly), reformu administrativního aparátu, zavedl jednotný kalendář pro celý stát, obnovil božský kult krále. Počínaje jeho vládou nabyla sumerská literární díla (hymny, žalozpěvy, mytické básně, diskurzu apod.) svou klasickou podobu.
Šulgiho nástupci (Amar-Sín 2045–2037, Šu-Sín 2036–2028, Ibbi-Sín 2027–2003) již museli svůj stát bránit proti útokům zvenčí. Zintenzivnily se – už od Akkadský období probíhající – útoky západosemitských Amoritů ze západu i Elamitů (z Elamu) a Churritů. Šu-Sín proti Amoritům dokonce v roce 2032 dal postavit 200 km dlouhou zeď. Důsledkem těchto bojů se postupně provinční místodržitelé odtrhli od urského státu a vytvářeli nezávislé městské státy (například Isin a Larsa), takže Ibbi-Sín nakonec ovládal jen okolí Uru. Po delší válce Uru s Elamem nakonec Elamité roku 2003 (k1955) př. n. l. dobyli Ur a připojili jej ke svému státu, čímž skončilo období III. urské dynastie. O tomto vznikly známé literární skladby Nářek nad zkázou města Ur a Nářek nad zkázou Sumeru a Uru.
Stát třetí urské dynastie byl vysoce centralizovaný. Byl rozdělen na provincie, které se asi kryly s bývalými městskými státy. V jejich čele stál místodržitel (ensi) a králi podléhající vojenští velitelé (šagina). Král (stát, palác) hrál rozhodující roli v ekonomice – kontroloval prakticky výrobní faktory: půda a kapitál a na královských pozemcích a v palácových dílnách zaměstnával velmi mnoho lidí odměňovaných v naturáliích, případně alokací půdy. Tento typ hospodářství se nazývá palácové hospodářství. Stejně významné byly chrámy, které však byly pod kontrolou krále (jejich hospodaření kontroloval místní ensi, musely odvádět přebytky králi apod.). I chrámy však kontrolovaly a pronajímaly část půdy a zaměstnávaly lidi. V chrámech nebo jejich dílnách asi pracovali i váleční zajatci a otroci, kterých však bylo velmi málo. Zaměstnáni byli nejen dospělí, ale i děti, ženy a starci. Třetím "sektorem" byli soukromníci – půda v soukromém vlastnictví a soukromí obchodníci a řemeslníci – jejichž podíl na hospodářství se dnes už dá jen hádat.

### Starobabylonské-staroasyrské období (2003–1594 př. n. l. / k 1955–1531)
V tomto období existovalo v Mezopotámii nejprve mnoho městských států, z nichž se postupně nejdůležitějším stal Babylón, který si je za Chammurapiho podmanil. Byly to zejména Isin, Larsa, Aššúr, Ešnunna, Dér, Mari a (stát) Elam. Všechny se snažily stát se jakýmisi nástupci urského státu. Důležitým faktorem byly od tohoto období semitští, původně kočovní Amorité, kteří již zakládali i vlastní osady na sumerském území, dávali se najímat jako sezónní pracovníci a v mnoha městech se stali králi (tj. celé dynastie byly amoritské – semitské a ne sumerské). Důsledkem bylo, že se přibližně do konce starobabylonského období Sumerové úplně asimilovali (semitizovali). Sumerština se však ještě používala jako kultovní jazyk až do dob helénismu a babylonská duchovní kultura byla dvojjazyčná – sumerská a akkadská (podobně se v evropském středověku používala latina).

#### Isin (2017–1794 př. n. l. / k 1969–1732)
Zakladatelem tohoto státu a isinské dynastie byl Išbi-Erra (2017–1985 př. n. l.), původně vojenský velitel urského státu, narozený v Mari (na dnešních irácko-syrských hranicích), který byl pověřen správou Isinu, a který zde roku 2017 vytvořil vlastní stát. Išbi-Erra postupně sjednotil část Babylonie (např. Ur, Uruk, Eridu a Nippur) a převzal správní systém uruckého státu.
Koncem vlády Lipit-Ištara (1934–1924 př. n. l.), který vydal sumerskou sbírku zákonů, význam Isinu značně poklesl, když mu sousední Larsa dobyla významný Ur, čímž ztratil kontrolu nad jižní Babylonií.

#### Larsa (2025–1763 př. n. l. / K 1961–1700)
I tento stát se svého času odtrhl od uruckého státu. Prvním vládcem byl Naplánum (2025–2005), zakladatel amoritské dynastie larských vládců. Král Gungunum (1932–1906 př. n. l.) se zmocnil Uru.
Nejdůležitější byli poslední vládci Varad-Sín (1834–1823 př. n. l.) a jeho bratr Rím-Sín (1822–1763 př. n. l.), kteří již ovládli významná města v Babylónii (Ur, Uruk, Girs, Eridu, Nippur). Roku 1794 Larsa dobyla i Isin.

#### Aššúr (Asýrie, Staroasyrské období) (cca 2000–17. stol. př. n. l. / k 1935–16. stol.)
Úvodem rekapitulace předešlých dějin oblastí: Obyvatelé (geografické) Asýrie byli výsledkem smíšení nostitelů Halafské a Samarrské kultury se Semity, kteří přišli ve 4. tisíciletí př. n. l. Ve 4. tisíciletí zde byla urucká kultura. Kolem roku 3000 př. n. l. byla severní Asýrie centrem tzv. kultury Ninive 5. Samotné město Aššúr bylo osídleno od první poloviny 3. tisíciletí př. n. l. Kolem roku 2300 př. n. l. se Aššúr a (geografická) Asýrie staly součástí akkadského státu, pak byly na jižních státech opět nezávislé a kolem roku 2070 př. n. l. zase byly součástí státu III. urucké dynastie. Kolem roku 2000 př. n. l. se Aššúr opět stal nezávislým městským státem, který zatím ovládal jen malé území kolem města.
Teprve od počátku 2. tisíciletí máme o Aššúru a jeho státě bližší informace. V 19. a 18. století (k 1860–1730 př. n. l.) se v Malé Asii – mimo asyrského státu – rozvíjely četné asyrské obchodní kolonie s centrem v Kaneši. Asyrský stát z nich měl velké zisky. Obchodovalo se s mědí, cínem a látkami. O prvních vládcích samotného asyrského státu (tehdy s hlavním městem Aššúrem) se dozvídáme pouze z pozdějšího nespolehlivého asyrského královského seznamu. Prvním známým vládcem byl podle něj zřejmě kolem roku 1960 Puzur-Aššur I. Více už víme o amoritské dynastii, která se zmocnila vlády v Aššúru roce 1815 př. n. l. (k1750). Zakladatelem této dynastie byl Šamší-Adad I. (1815–1782 př. n. l. / k 1750–1717). Tento postupně ovládl celou severní Mezopotámii včetně důležitého městského státu Mari. Novým hlavním městem se stal Šubat Enlil (asi dnešní Tell Lejlán).
Po smrti Šamší-Adada byla říše rozdělena mezi jeho syny Išme-Dagana (oficiálně král), který vládl z Ekallátumu (dnes neznámé město) a Jasmach-Adada, který dostal Mari. Jasmach-Adad Mari ztratil a Mari se opět stalo nezávislé pod vládou Zimri-Lima (1782–1759 př. n. l.). I Ismet-Daganova moc se omezila na centrální část Asýrie. Některá důležitá asyrská města pak přechodně dobyl Chammurapi z Babylonu. Následující dějiny asyrského státu asi do roku 1500 jsou prakticky neznámé. Išme-Daganovi nástupci vládli zřejmě z Aššúru, jejich jména jsou známá, ale jinak už prakticky nic. Víme však, že kolem roku 1700 (k1635) se v Aššúru dostal k moci Adasi, a tím i nová dynastie.

#### Babylon (1894–1594 př. n. l. / k 1830–1531)
Město Babylon zřejmě vzniklo v 3. tisíciletí př. n. l., ale zpočátku bylo naprosto bezvýznamné. To se změnilo nástupem amoritského panovníka jménem Sumuabum (1894–1884 př. n. l.), zakladatele tzv. první babylonské dynastie (1894 – 1594 př. n. l.). Za Sumuabových nástupců Babylon ještě ovládal jen okolní území (Kiš, Dilbat, Sippar, Borsippa apod.).
Největší změnu způsobil král Chammurapi (1792–1750/ k1729–1686 př. n. l.). Šikovně využívaje spojenectví s jinými městskými státy a státy (Mari, Asýrie, Elam, Sýrie) dobyl rozsáhlá území. Roku 1764 př. n. l. dobyl Ešnunnu, o rok později i Larsu a nakonec Mari, čímž měl pod kontrolou celou Babylonii a Mezopotámii v užším smyslu. Pak dočasně dobyl i některé části Asýrie (Aššúr, Ninive apod.). Chammurapi se staral o vybudování centralizovaného administrativního aparátu, proslavil se svým Chammurapiho zákoníkem. Za jeho vlády se rozvíjela i literatura a vznikly pro pozdější badatele důležité akkadsko-sumerské "slovníky".
Chammurapiho říše dlouho nevydržela. Už za jeho syna Samsu-Iluny (1749–1712 př. n. l.) se začala rozpadat. Samsu-Iluna musel potlačit velkou vzpouru v jižní Babylónii, přičemž byl mj. roku 1740 př. n. l. zničen Ur a na několik staletí zredukován na bezvýznamné městečko. Dále v důsledku hospodářské krize nastala migrace obyvatelstva z jižní Babylonie na severní území. A do třetice se pobřeží Perského zálivu, tzv. Přímoří, zmocnila vzbouřenecká tzv. Přímořská dynastie. Zvenčí zase Samsu-Iluna musel již čelit Kassitům útočícím ze severovýchodu, kteří postupně získávali knížectví v severní Babylónii.
Za pozdějších panovníků se území starobabylonského státu stále zmenšovalo, až nakonec Babylon roku 1594 př. n. l. (k1531) dobyli Chetité v čele s Muršilišem I. na jedné ze svých loupežných výprav (poté Babylon znovu opustili). Jakou roli Kassité hráli před rokem 1594 a jestli dokonce nepodporovaly Chetity při jejich výpravě, není známo. Každopádně se později vzpomínají první (neznámo kde sídlící) kassitští králové už ze starobabylonského období (Gandaš, Samsu-Ilunův současník, Agum I. atd.)

### Středobabylonsko-středoasyrské období (1594–cca 1000 př. n. l. / k 1531–cca 1000)
O událostech asi 200 let po roce 1594 př. n. l. v Mezopotámii nevíme téměř nic.
Opět je třeba rozlišovat vývoj na severu a na jihu:

#### Kassitská Babylonie (Středobabylonské období) (1594–1025 př. n. l. / k 1531–1025)
Někdy po roce 1594 př. n. l. se Kassité zmocnili Babylonu. Prvním doložitelným kassitským panovníkem v Babylonu byl Agum II. (kolem roku 1580 př. n. l.). Označoval se jako král Kassitů, Akkadů, Babylonu, Almanu (Alman bylo zřejmě vlastní kassitské území), Padanu (města, které si stále nárokovali Elamité) a Gutejské země (což tehdy odpovídalo zhruba dnešnímu Kurdistánu). Na druhou stranu, pobřeží Perského zálivu zdá se stále ovládala tzv. přímořská dynastie (tehdy tam vládl Gulkišar).
Pak následovali králové Burna-Buriaš I., Kaštiliaš III. a Ulam-Buriaš, přičemž poslední jmenovaný kolem roku 1450 porazil přímořskou dynastii (tehdy v čele s Ea-gamilem).
V pozdní fázi kassitského období (14.–13. stol.) již Kassité ovládali většinu jižní Mezopotámie a přechodně i Asýrii. Přátelili se s egyptskými faraony, věnovali se stavební a rekonstrukční činnosti. Král Kurigalzu I. (před 1374 př. n. l.) dal dokonce vybudovat nové město Dúr Kurigalzu. Po roce 1350, kdy se Asýrie odtrhla od státu Mitanni, museli vícekrát bojovat s Asýrií. Ve vnitřní politice zase stále docházelo ke vzpourám při pobřeží Perského zálivu (tzv. Přímoří).
Rozvíjela se i literární tvorba, roky 1400–1025 př. n. l. jsou považovány za klasické období mladší babylonské literatury – mnoho starších děl bylo zejména v 13. století přepsaných do kanonické podoby, tj. pak už se neměnila.
Kassitská dynastie byla v Babylonu sesazena kolem roku 1155 př. n. l., kdy král sousedního Elamu Kutir-Nachchunte dobyl Babylon a zajal posledního kassitského krále.
Krátce nato, kolem roku 1155 př. n. l., se však moci v Babylonu znovu ujala "domácí" dynastie pocházející z Isinu, tzv. II. isinská dynastie (1155–1025 př. n. l.). Nejdůležitějším vládcem z této dynastie byl Nebukadnesar I. (1124–1103 př. n. l.), který přechodně zkonsolidoval babylonskou moc a například i porazil stát Elam.
Zhruba po roce 1100 nastalo období úpadku, které souviselo se začátkem pronikání kočovných Aramejců (zejména) do Babylonie. Tito se pak postupně začali usazovat, vytvářet drobné městské státy (zejména v Sýrii (Damašek) a Palestině), vměšovat se do záležitostí Předního Východu, až se nakonec nížinná Mezopotámie zcela arameizovala.
V roce 1025 nastoupila tzv. II. přímořská dynastie (Šimmaš-Šihu 1025–1007, Kaššu-nadin-ahhes 1006–1004 atd.), která možná byla potomky Kassitů.

#### Severní Mezopotámie

##### Mitanni (17. stol.–12. stol. př. n. l.)
Severní Mezopotámii (severní Asýrii) a území na východ od Tigridu již od 2. poloviny 3. tisíciletí př. n. l. obsazovali Churrité, národ neznámého původu s pravlastí u Kaspického moře. Utvořili tam drobné státečky. Někdy v 17. století nastala nová velká vlna churritského přistěhovalectví do těchto oblastí a tehdy asi již existoval nejdůležitější z těchto státečků – churritský stát Mitanni, jehož vznik se nedá přesně rekonstruovat (asi 17. století př. n. l.).
Stát Mitanni se původně rozprostíral v severovýchodní Sýrii (hlavní město Vaššukkani), odkud také přicházeli Churrité již od 3. tisíciletí. Odtud se stále rozšiřoval do okolních území (na východ a na západ).
Obyvatelé státu Mitanni byli Churrité, Semité a menší podíl Indoíránců (tj. Indoevropanů).
V 15. století již byl stát Mitanni významnou velmocí – soupeřil s Egyptem, chetitským státem, Babylonií a Elamem. Největší rozmach stát dosáhl za krále Sauštara (kolem 1430 př. n. l.), který dobyl Asýrii (podléhala formou závislých vládců) a jiná území, takže jeho říše sahala od dnešního jihovýchodního Turecka až po pohoří Zagros. Mitanni však se sousedy nejen soupeřila, ale královské rodiny měly i přátelské styky (smlouvy o přátelství, rodinné kontakty apod.).
Ve 14. stol. mitannský stát začal upadat. Kolem roku 1350 př. n. l. ztratil Asýrii. Zároveň před rokem 1300 př. n. l. vypukly boje o mitannský trůn, přičemž jednotlivé uchazeče podporovali Chetité (za vlády Šuppiluliumaše I.) a Asýrie. K moci se dostal Chetity podporovaný Šattivaza, který s chetitský říší uzavřel smlouvu o "poslušnosti" Chetitům. Přestože se ze závislosti brzy vymanil, musel čelit sílící asyrské expanzi.
Mitannský stát se pak stále více redukoval a definitivně zanikl asi až v 12. stol. (po 1200) v souvislosti s etnickými pohyby na Předním Východě (mořské národy).

##### Asýrie (17. – cca 10. stol. př. n. l.)

###### 17. stol. – 1350 př. n. l.
V (jižní) Asýrii asi od roku 1700 př. n. l. stále vládla dynastie Adasiho a možná i jiní lokální vládci. Všichni byli možná již od 17. století víceméně závislí na Mitanni. Kolem roku 1430 př. n. l. definitivně podlehli státu Mitanni.

###### Středoasyrské období (1350–cca 1000)
Kolem roku 1350 př. n. l. král Aššuru Aššur-uballit I. (1365–1330 př. n. l.) odtrhl Asyrský stát (tzv. Středoasyrská říše 1350 – cca 1000) od státu Mitanni, pak také dobyl části Mitanni v severovýchodní Sýrii a zasahoval do babylonské politiky. Dopisoval si s faraónem Achnatonem z Egypta. Svou dceru provdal za kassitsko-babylonského krále, ale jeho vnuk, který se pak stal babylónským králem, se stal obětí spiknutí. Aššur-uballit proto vojensky zasáhl a dosadil na babylonský trůn krále Kurigalza II. (1332–1308 př. n. l.).
Ve 13. století králové dále rozšiřovali území svého státu (připojili Mezopotámii v užším smyslu a jižní Arménii). Významnými králi byli Salmanasar I. (1274–1245 př. n. l.) A Tukultí-Ninurta I. (1244–1208 př. n. l.). Druhý z nich vybudoval novou královskou rezidenci Kár Tukultí-Ninurta (5 km severně od Aššuru; po smrti krále návrat ke staré rezidenci), dvakrát úspěšně (dočasně) dobyl Babylon a nakonec byl svržen palácovým převratem.
Po Tukultí-Ninurtově smrti (1208) začal asyrský stát upadat a ztrácet území, což souviselo i s příchodem velkého množství neznámých, tzv. Mořských národů (ke kterým patřili i Pelištejci) kolem roku 1200 do oblasti Malé Asie, Sýrie, Palestiny a okolí. 12. století bylo vyplněno boji o trůn a zasahováním Babylonu do asyrských záležitostí.
I Asýrie byla ovlivněna zhruba po roce 1100 začátkem pronikání kočovných Aramejců do těchto oblastí. Za vlády Tiglatpilesara I. (1115–1076 př. n. l.) však Asýrie zaznamenala opět rozkvět. Bojoval v jižním Arménii, vedl časté výpravy proti Aramejcům, dobyl Mezopotámii v užším smyslu a po smrti Nabukadnesara I. i dočasně dobyl některá významná babylónská města.
Za Tiglatpilesarových nástupců se však území asyrského státu zejména v důsledku aramejských útoků opět zredukovalo na centrální oblast kolem Aššuru, Ninive a Arbílu.

### První polovina 1. tisíciletí př. n. l.
Toto období začalo etnickými přesuny asi po roce 1100 př. n. l. a v tomto období začala postupná arameizace obyvatelstva nížinné Mezopotámie. V ekonomice již od roku 1200 př. n. l. začala na Předním Východě doba železná. Železné nástroje zlepšovaly zemědělské výnosy, výroba železa se stala novým odvětvím a naleziště kovů se stala příčinami různých válek. Kromě toho se od konce 2. tisíciletí začaly ve velké míře k dopravě používat velbloudi. Stavěly se nákladné paláce a chrámy. Toto vše přispívalo k rozvoji obchodu.
Politicky na Předním Východě postupně vznikla celá řada států a kmenových svazů. V devátém století si velkou část z nich podmanila Novoasyrská říše a v 7. století Novobabylonská říše. Byly to zejména:
- Na pobřeží Středozemního moře byla v první polovině 1. tisíciletí fénická města.
- Na jih a východ od nich byla judská a izraelská střediska, které podle Bible (jiné prameny to nepotvrzují) tvořily mezi 1000 a 930 Judsko-izraelské království (král Šalomoun), které se pak rozpadlo na Izrael a Judsko, které postupně dobyl Egypt, Novoasyrská říše a Novobabylonská říše.
- V jižní Malé Asii a severní Sýrii byla spousta malých států, např. Sam'al, Karchemiš, Guzana
- V dnešní Arménii a severozápadním Íránu: stát Urartu (původně nazývaný země Nairi; nejpozději ve 13. stol. př. n. l. zde vzniklo několik urartských států, které se v 9. stol. př. n. l. centralizovaly do státu Urartu), proti kterému často bojovala novoasyrská říše
- V jihozápadním Íránu už odpradávna existoval stát Elam, který v 7. stol. př. n. l. zdecimoval novoasyrský útok
- V severozápadním Íránu byly nejpozději od 9. stol. př. n. l. státečky Médů a Peršanů. Médové sehráli důležitou roli při zániku Novoasyrské říše: od 8. stol. byli víceméně pod asyrskou nadvládou, kolem roku 672 př. n. l. vytlačili Asyřany z některých oblastí, od roku 653 př. n. l. (po asyrsko-skytské dohodě) byly pod skytskou nadvládou, roku 625 př. n. l. jejich král Kyaxarés zatlačil Skyty za Kavkaz a roku 616 př. n. l. definitivně ukončil skytskou nadvládu a začal budovat mohutnou říši.
- Jihovýchodně od Urmijského jezera byli v 9. a 8. stol. př. n. l. vyspělí Mannejci, proti kterým bojovalo Urartu i Asýrie
- Jihozápadně od Urmijského jezera byl stát Musasir (hlavní město Musasir), jehož proslulé bohatství se snažili získat Urartu i Asýrie
- V Sýrii, podél toku Eufratu a v Babylónii měli své státy Aramejci a příbuzní Chaldejci (Aramejci i Chaldejci jako etnikum také postupně pronikali i do vlastní Mezopotámie), proti kterým soustavně bojovala Asýrie a pak Babylon. Nejdůležitější státy byly:
  - aramejské:
    - severní Sýrie: Bít Agusi (hl. město Arpad), Bít Adini (hl. město Til Barsib), Bít Bachiáni (hl. město Guzana (Tell Halaf))
    - jižní Sýrie: aramejské království se sídlem v Damašku

  - chaldejské: více států v tzv. Přímoří (= pobřeží Perského zálivu) např. Bít Dakkuri, Bít Amukkani, Bít Jakín

#### Asýrie (novoasyrské období) (cca 1000–609 př. n. l.)
V 9. stol. Asyřané, původně omezení jen na území centrální Asýrie, dobyli, připojili a postupně asyrizovali aramejské státy při Eufratu a v severní Mezopotámii. Pak v 9. a 8. stol. dobyli i Sýrii, Palestinu a kraje na severozápadě, severu a východě, čímž vznikla první velká říše v dějinách Předního východu. Největšího rozsahu dosáhla roce 671 př. n. l., kdy dobyla i Egypt. Zvláštní byl vztah k dobyté Babylonii, jejíž kultury a vzdělanosti si Asyřané vážili jako základu své kultury. Významná babylónská města (Babylon, Borsippa, Sippar…) si proto mohla ponechat své původní výsady, někteří asyrští králové se nechali v Babyloně formálně korunovat na krále Babylonského a podobně. Babyloňané své postavení využívali a často se proti asyrské nadvládě bouřili. Jejich spojencem byl přitom stát Elam.
Dobytá území se různými vzpourami často snažila od Novoasyrské říše odtrhnout. Zajatce a bouřící se obyvatelstvo Asyřané měli ve zvyku přesídlit (i po statisících) – usídlovali je ve skupinách po celé říši. Vzniklo tak multietnické osídlení a jako lingua franca se používala aramejština (což platilo ještě i později v časech Perské říše). Do 10. století př. n. l. se dobytá území nejprve ponechala v rukou domácích dynastií a od 9. století př. n. l. se už z nich zpravidla staly asyrské provincie v čele s asyrskými guvernéry. Od konce 9. stol. se již tito guvernéři stávali téměř nezávislými vládci, kteří dokonce často ohrožovali asyrskou centrální vládu, ale králi jménem Tiglatpilesar III. (745 – 727 př. n. l.) se reformou správy podařilo pravomoci guvernérů omezit (zejména jejich častým střídáním).
Nejdůležitějšími městy novoasyrské říše byly Aššúr, Kalchu a Ninive.
Po skončení vlády významného panovníka Aššurbanipala (668 – 627/626 př. n. l.) vyčerpaná země začala upadat. Roku 626 př. n. l. se od říše utrhl Babylon (vznik tzv. Novobabylonské říše) a v letech 614 – 609 př. n. l. spojená vojska Médské říše a Novobabylonské říše říši dobyli. Novoasyrská říše zanikla a byla rozdělena mezi Médskou říši a Novobabylonskou říši.

#### Babylonie

##### Cca 1000–626 př. n. l.
V Babylonu se v 1. polovině 1. tisíciletí vystřídalo několik vládnoucích dynastií. Politický význam Babylonu – kromě symbolického a kulturního – byl v tomto období nízký, důležitá byla spíše Novoasyrská říše. Území však bylo (ještě i později pod perskou nadvládou) poměrně bohaté, neboť bohatlo z dálkového obchodu – vznikaly dokonce vícegenerační obchodní nebo finanční "rodinné podniky". Babylonie se postupně dostávala do závislosti na Novoasyrské říši, definitivně se stala její součástí vytvořením personální unie za vlády asyrského krále jménem Tiglatpilesar III. (745–727 př. n. l.), který se dal v Babylonu korunovat na krále a jménem Pulu. Personální unii později občas nahradily jiné formy nadvlády, i proto, že v Babylonii docházelo k neustálým vzpourám proti asyrské nadvládě, které organizovali zejména vůdci aramejských a chaldejských kmenů v jižní Mezopotámii, podporování státem Elam. Známý je zejména boj asyrského krále Sinacheriba a pak jeho syna Asarhaddona proti aramejsko-chaldejským kmenům v čele s Marduk-apla-iddinem II., při kterém byl i roku 689 totálně zničen Babylon (o pár let znovu postaven).

##### Novobabylonské období (cca 626–539 př. n. l.)

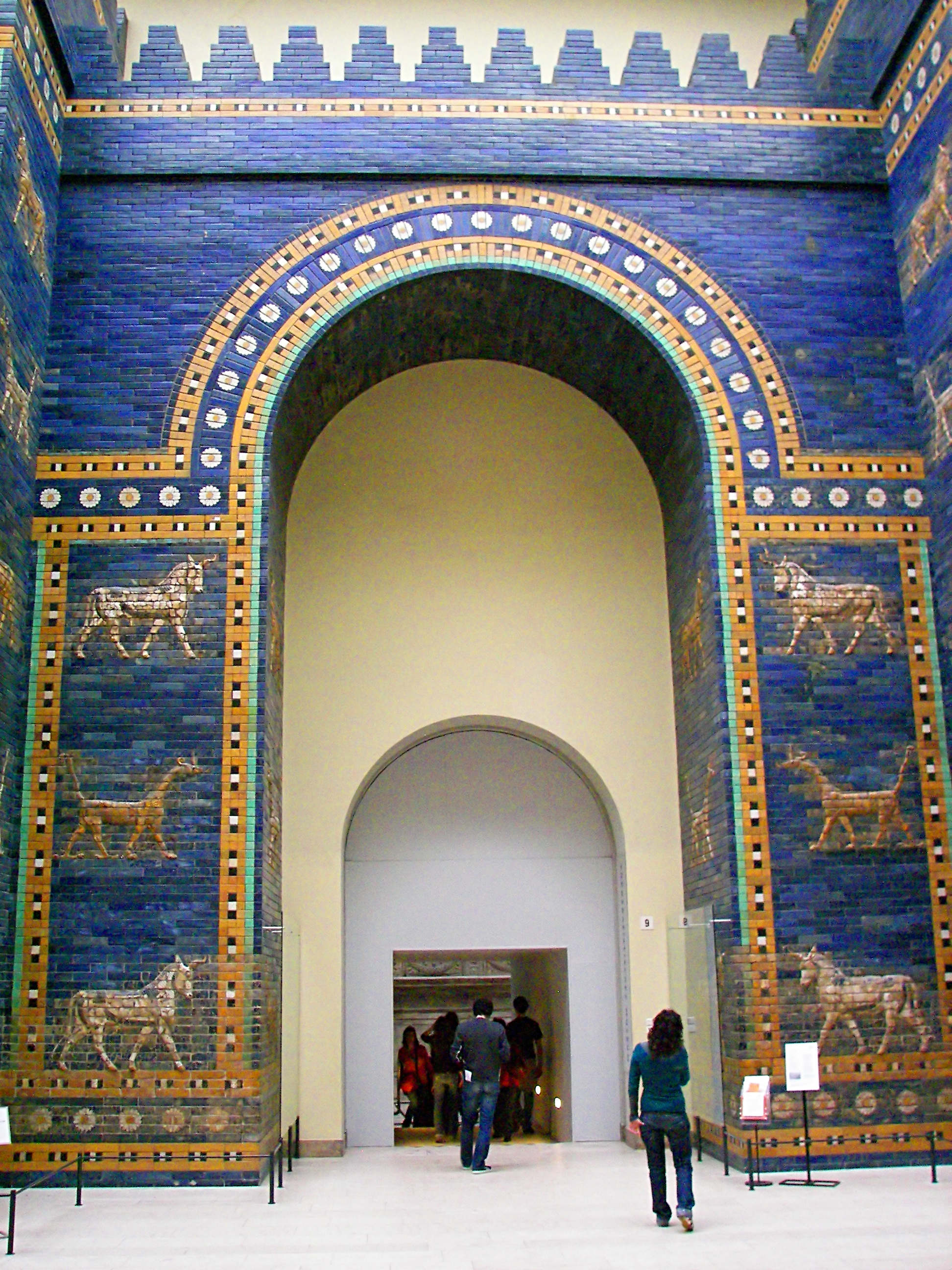
Ištařina brána

V době, kdy zemřel král asyrský Aššurbanipal (627/626 př. n. l.), zemřel i Asýrií dosazený babylónský král Kandalán. Pak zůstal babylonský trůn rok neobsazený. Na podzim roku 626 chaldejský kníže Nabopolasar z tzv. Přímoří vydobyl Babylonii nezávislost od Novoasyrské říše a stal se králem (626–605 př. n. l.). Zprvu nevelké novobabylonské území rychle rozšířil.
Roku 616 př. n. l. již novobabylonská vojska útočila na asyrské území. Poté, co Médové dobyli Aššúr (614 př. n. l.), uzavřel Nabopolasar s médským králem Kyaxarem spojeneckou smlouvu, která byla stvrzena sňatkem Nabopolasarova syna a Kyaxarovy dcery. Roku 609 př. n. l. spojená médsko-babylonská vojska nakonec dobyla novoasyrskou říši, kterou v poslední fázi intenzivně podporovala egyptská vojska (z obavy před sílícím Babylonem).
V následujících letech Novobabyloňané dobývali (zčásti egyptské) oblasti Palestiny a Sýrie, jedním z hlavních velitelů byl při těchto výpravách královský syn Nebukadnesar II. (biblický Nabuchodonozor). Roku 605 dobyl strategické město Karchemiš (na Eufratu) s egyptskou posádkou a následně dobyl celou Palestinu a Sýrii. Po smrti svého otce se stal novobabylonským králem (605 – 562 př. n. l.). Už jako král pokračoval v bojích v Sýrii a roku 601 se neúspěšně pokusil dobýt Egypt. 16. března 597 př. n. l. a znovu roku 587 př. n. l. dobyl Jeruzalém (587 úplné zničení) a po obou dobytích byly tisíce obyvatel Jeruzaléma odvedeny do Babylonu. Po roce 587 pak podobně 13 let obléhal fénický Týros. Roku 585 zprostředkoval Nebukadnesar mír mezi sousední Médskou a Lýdskou říší. Za Nebukadnesara dosáhla Novobabylonská říše největšího mocenského i územního rozmachu. Říše byla organizována podle novoasyrského vzoru. Nebukadnesar se ale proslavil i stavební činností. Dal přestavět Babylon (Ištařina brána, hradby, dokončení stavby babylonské věže tj. zikkuratu Etemenanki v chrámové soustavě boha Marduka Esagile atd.) Mezi Eufratem a Tigridem severně od Babylonu také nechal postavit tzv. Médskou zeď.
Po třech krátce vládnoucích bezvýznamných vládcích (561–556 př. n. l.) nastoupil na trůn Nabonid (Nabu-ná'id; v Bibli omylem zaměněn za "trhlého" Nebukadnesara) (556–539 př. n. l.), jehož matka byla kněžnou měsíčního boha Sína v Charránu. Jelikož podporoval rekonstrukci chrámů boha Sína v Charránu a Uru a proto opustil Babylon (kde ho zastupoval syn Bél-šarra-usur (= biblický Belšasar), a protože v Babylónii zatím vypukl hladomor, kněží babylonského boha Marduka ho odsuzovali. Protože se tedy nechtěl vrátit do Babylonu, dobyl západní část Arabského poloostrova a v oáze Tajmá si postavil palác.
Dalším důvodem jeho dlouhého pobytu v Arábii byla snaha zorganizovat odpor vůči na severu vznikající Perské říši. Když totiž král Médské říše vypověděl válku Novobabylonské říši, využil toho roku 550 př. n. l. jeho dosavadní perský vazal Kýros II. z dynastie Achaimenovců, ovládl Médskou říši a přeměnil ji na Perskou říši. V roce 546 př. n. l. dobyl i Lýdii, a tím i Malou Asii. Nabonid se sice rychle vrátil do Babylonu, ale už bylo pozdě. Na podzim roku 539 př. n. l. Perská říše bez větších obtíží dobyla Babylon. Tím skončily vlastní dějiny Mezopotámie, která od té doby již byla součástí mocnějších sousedních útvarů. Do roku 482 př. n. l. však Peršané ještě Babylonii ponechali mnoho svobod.

### Perská říše (539–331 př. n. l.)
Mezopotámie byla od roku 539 př. n. l. součástí Perské říše, v níž vládli Achaimenovci. Kolem roku 520 př. n. l. se začal budovat Persepolis. Po vzpourách proti perské nadvládě perský král Xerxés I. definitivně zrušil kolem roku 482 př. n. l. "Babylonské království" (které bylo v personální unii s Persií) – formálně si zrušil do té doby používaný titul "král Sumeru a Akkadu".

### Makedonská říše (330–323/321 př. n. l.)
Po dobytí Babylonu Alexandrem Velikým, který učinil z Babylonu své sídelní město, vznikla jakási pozdní renesance "babylonství" (zejména v Uruku), která trvala ještě v době Parthské říše. Alexandr Veliký zničil Persepolis.

### Říše Seleukovců (321–130/64 př. n. l.)
Říše Seleukovců byla jedním z nástupnických států Makedonské říše. Jejím jádrem byla Sýrie a Mezopotámie. Od roku 164 př. n. l. říše začala upadat, v letech 150–130 př. n. l. prakticky většinu Mezopotámie ovládla sousední expandující Parthská říše a Seleukovský stát se omezil pouze na Sýrii.

### Parthská říše a Římská říše (130/64 př. n. l.–226 n. l.)
V roce 64 př. n. l. Pompeius udělal ze Sýrie římskou provincii, samotná Mezopotámie byla již od 150/130 př. n. l. částí Parthské říše, v níž vládli Arsakovci. Pak se Římané vícekrát pokoušeli Mezopotámii dobýt, podařilo se jim to dočasně prakticky jen v letech 115–117 za Traiana, kdy byla Mezopotámie římskou provincií. Poslední klínopisné texty vznikly po přelomu letopočtu.

### Novoperská říše (Sásánovská říše) (226–637)
V Parthské říši se ujal moci Peršan Ardašír a změnil ji na novoperskou říši pod vládou Sasánovců. Jejich sídlem byl Ktésifón (nedaleko Bagdádu). Z tohoto období pocházejí poslední zprávy o osídlení bývalých sumerských měst. Například roku 430 je ještě zmínka o Uruku jako o sídle křesťanského biskupa.

### Arabská říše (637–750)
V letech 637–651 Mezopotámii dobyli Arabové. V roce 763 založili Bagdád a Babylon se začal postupně vylidňovat.